# 道德站 (中國)
道德站是一个集通线上的铁路车站，位于内蒙古自治区赤峰市阿鲁科尔沁旗道德苏木，建于1995年，目前为五等站，邮政编码为025571。